# Bebe Buell

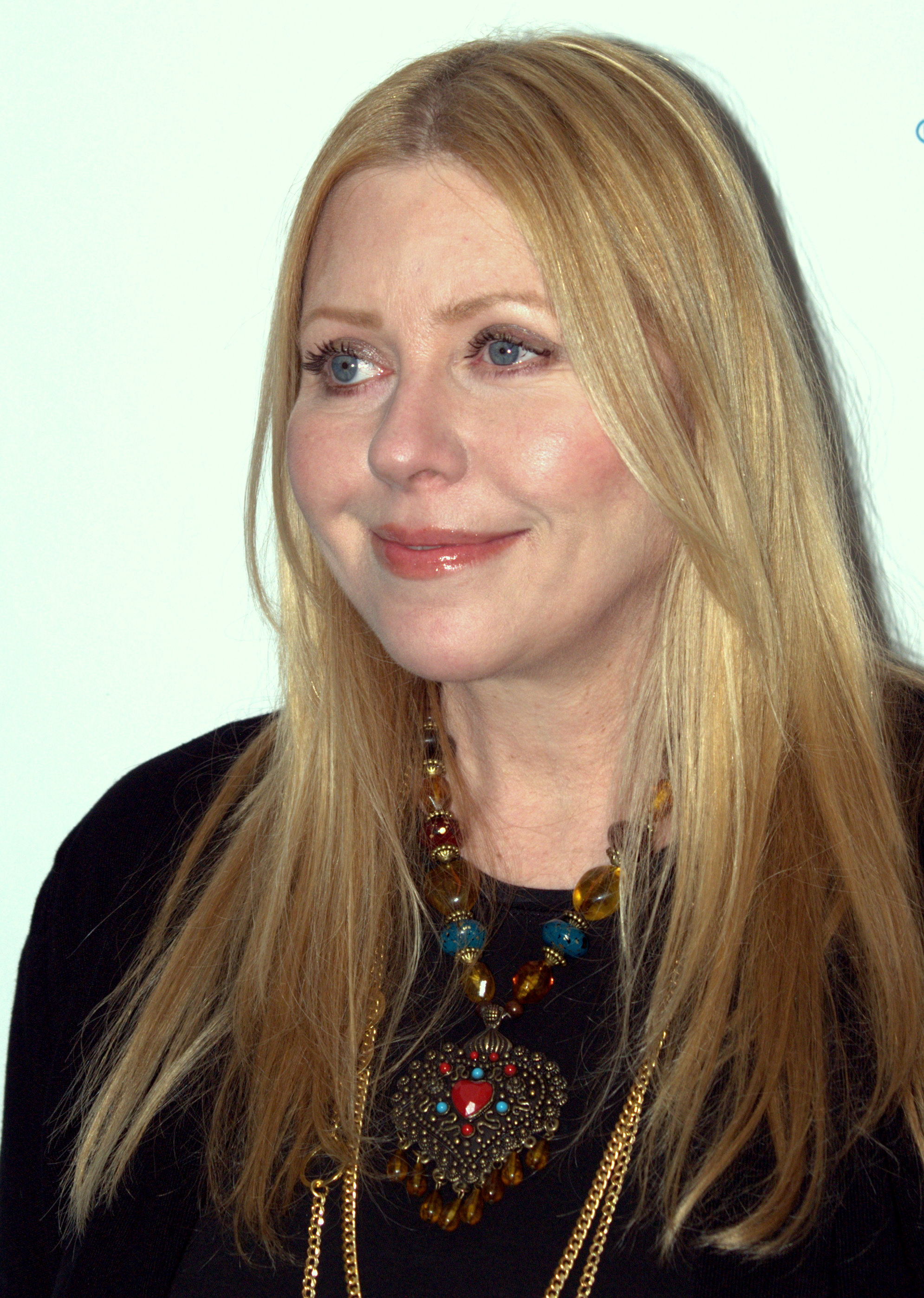
Bebe Buell (2009)

Beverle Lorence „Bebe“ Buell (* 14. Juli 1953 in Portsmouth, Virginia) ist eine US-amerikanische Musikerin und Sängerin sowie ein ehemaliges Fotomodell und Playmate. Sie ist die Mutter der Schauspielerin Liv Tyler.

## Leben
Nach ihrer schulischen Ausbildung vermittelte ihre Mutter Dorothea Buell ihre Tochter der New Yorker Ford Modeling Agency und Bebe Buell begann eine Karriere als Fotomodell. 1974 wurde sie vom Playboy-Magazin entdeckt und posierte in den Novemberheften der USA und Deutschland desselben Jahres als Playmate.
Schon früh hatte sich Buell für Musik interessiert. Auch während ihrer Modelzeit ging sie oft auf Konzerte und wurde schnell zu einem bekannten Groupie. Sie hatte Affären mit Stiv Bators, Elvis Costello, Jimmy Page, David Bowie und Iggy Pop (und möglicherweise mit Mick Jagger). Die längste Beziehung ging sie mit dem Solokünstler Todd Rundgren ein. Von ihm trennte sie sich im Jahr 1977.
Nach einer Affäre mit Steven Tyler wurde Buell schwanger. Sie wandte sich wieder Todd Rundgren zu, der sich in den Folgejahren um die Tochter Liv wie ein Vater kümmerte. Erst im späten Kindesalter eröffnete Buell ihrer Tochter, die bis dahin den Nachnamen Rundgren trug, dass Tyler ihr Vater sei.
1980 gründete Buell ihre erste Band, die B-Sides. Auf der ersten LP spielten Cars und Rick Derringer. Der kommerzielle Erfolg blieb aber aus.
1992 heiratete Buell den kanadischen Gitarristen Coyote Shivers; die Ehe hielt bis 1999. Im selben Jahr zog Tochter Liv zu Hause aus und Bebe Buell beschloss ihre musikalische Karriere fortzusetzen.
Im Jahr 2000 traf Buell Jim Wallerstein, den Sänger der Band Vacationland, den sie am 25. August 2002 heiratete.

## Diskografie

### Mit The B-Sides
- A Side of the B-Sides (1984), 12" EP

### Mit The Gargoyles
- Gargoyle (1993), Single
- Jacuzzi Jungle (1987), 7" Single

### Solo
- Free To Rock
- Retrosexual, (1994)
- Little Black Egg (1982), 7" Single
- Covers Girl (1981), 12" EP